# عزلة الأعماس (إب)

تعديل مصدري - تعديل

عزلة الأعماس هي إحدى عزل مديرية السدة في محافظة إب اليمنية ويبلغ تعداد سكانها 9811 نسمة حسب التعداد السكاني في اليمن لعام 2004.
تقع عزلة الأعماس شمال مديرية السدة الواقعة في الشمال الشرقي لمحافظة أب. ويحدها من الجنوب مديرية السدة ومن الشمال رباط القلعة وقرية منكث ووادي الأعماس ومن الشرق بيت الشول والعرافة وبني منبه وحجاج ومن الغرب وادي هلال ووادي الرباط.
تتبعها عدة قرى منها: القلعي، بيت طاهر، بيت الشامي، بيت صالح مثنى، بيت عبدالكريم، بيت عباد، بيت العولقي، حورة، الخرابة، بيت بهزر، الرميصة، الجدني، الأحواد.

## روابط خارجية
- الجهاز المركزي للإحصاء بالجمهورية اليمنية
- المركز الوطني للمعلومات باليمن
- الدليل الشامل